# Semaeopus solitaria
Semaeopus solitaria là một loài bướm đêm trong họ Geometridae.